# Francisca Cerda
Francisca Cerda (Santiago, 3 de abril de 1943) é uma escultora chilena.

## Biografia
Entre 1961 e 1965, Francisca Cerda estudou na Faculdade de Belas Artes da Universidade de Chile, onde se graduó em licenciatura em arte, com menção em Escultura. Em 1969 cursó História da Arte em L'Ecole du Louvre, em Paris, França. Em 1971 e 1972 estudou Escultura na Pontifícia Universidade Católica de Chile em Santiago.
Em 1990 recebeu uma bolsa do British Council para estudar na Wimbledon School of Arts em Reino Unido, onde começou sua aproximação ao uso de aço.
En 1992 ganou em Chile el concurso do monumento ao presidente Jorge Alessandri. A escultura em aço encontra-se no custado oriental da Praça da Constituição em Santiago, Chile. Em 1994 adjudicou-se o desenho de Metas Territoriais (Hitos Territoriales), um concurso organizado pelo Ministério de Obras Públicas um concurso para celebrar as relações chileno-argentinas. A escultura se emplazó originalmente em Palena, Chile.
Em 2004, ela foi eleita Acadêmica de Número da Academia Chilena de Belas Artes. Três anos mais tarde, tornou-se membro do Diretório do Conselho da Cultura e das Artes do Governo do Chile.
Em 2010, sua obra A Pensadora foi esculpida para o Passeio das Esculturas A Pastora, um projeto urbano em Santiago, Chile, no contexto das celebrações do Bicentenário do país.

## Obra
A natureza é uno dos tópicos abordados na obra de Francisca Cerda. A galeria de arte Artespacio definiu sua inspiração "primeiro a busca do ser humano, seu trabalho interior como ser mulher e depois a relação com o homem, o casal", recorrendo às "as formas geométricas como centros de contenção".

Em o livro Escultura Contemporánea 1850-2004 (Escultura Contemporânea 1850-2004), o historiador da arte Gaspar Galaz propôs:
"Para Cerda, o corpo o é tudo, sempre nu, em diferentes formatos; o casal humano é símbolo arquetípico do -estar no mundo- é uma das chaves da figuración em sua escultura"

## Galeria

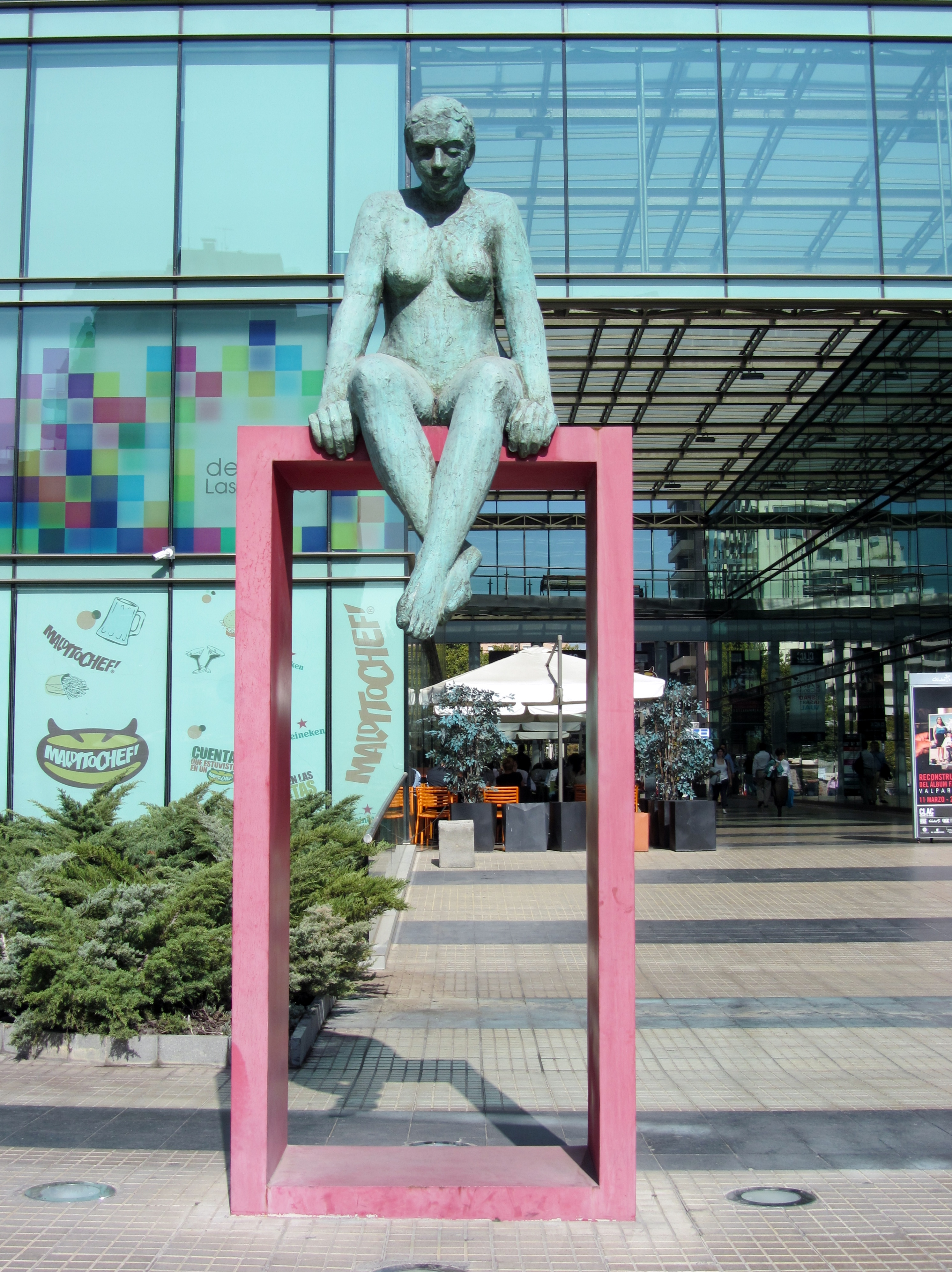
La pensadora no Passeio das Esculturas A Pastora
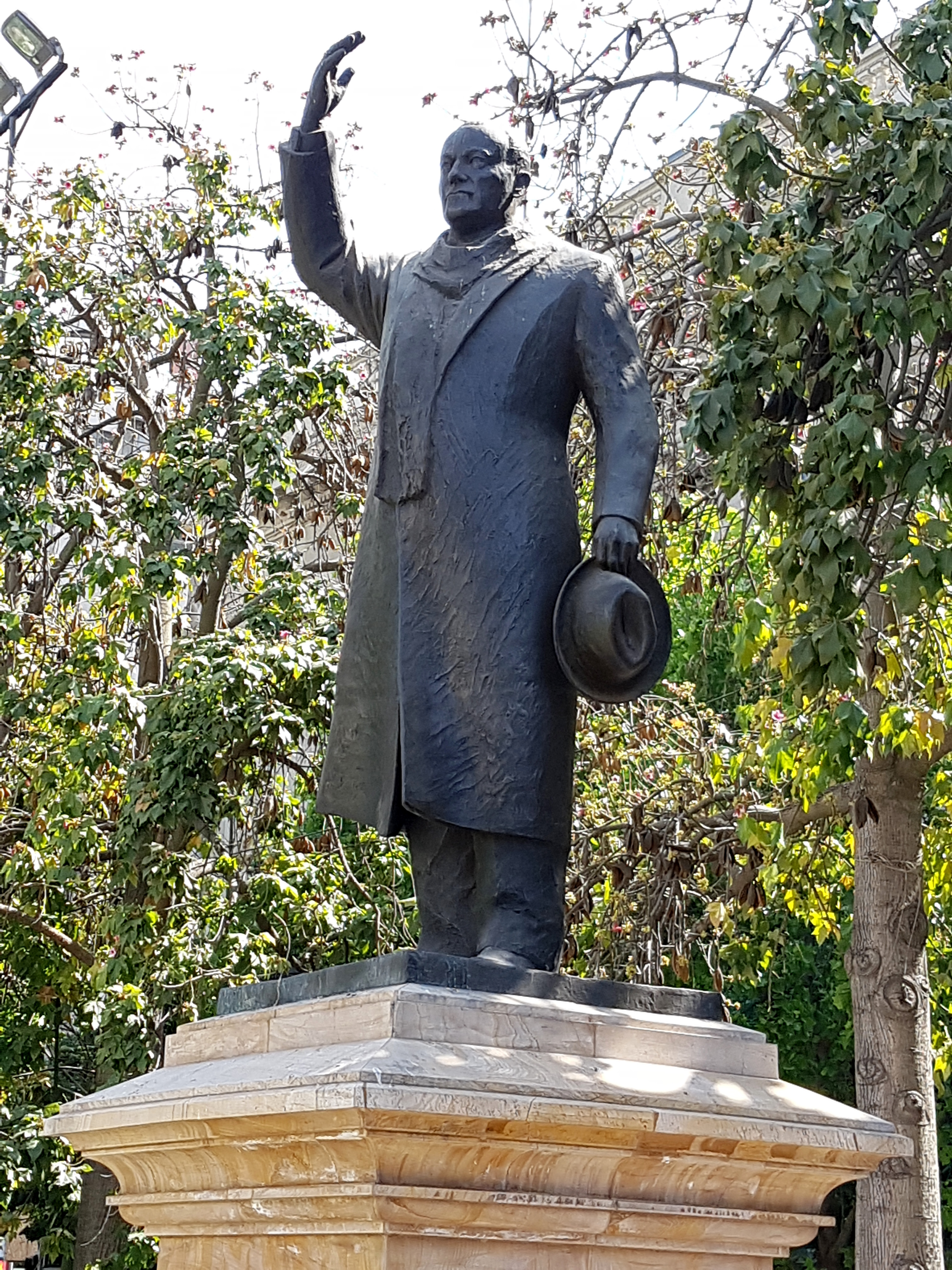
Monumento ao presidente Jorge Alessandri en Plaza de la Constitución, Santiago.
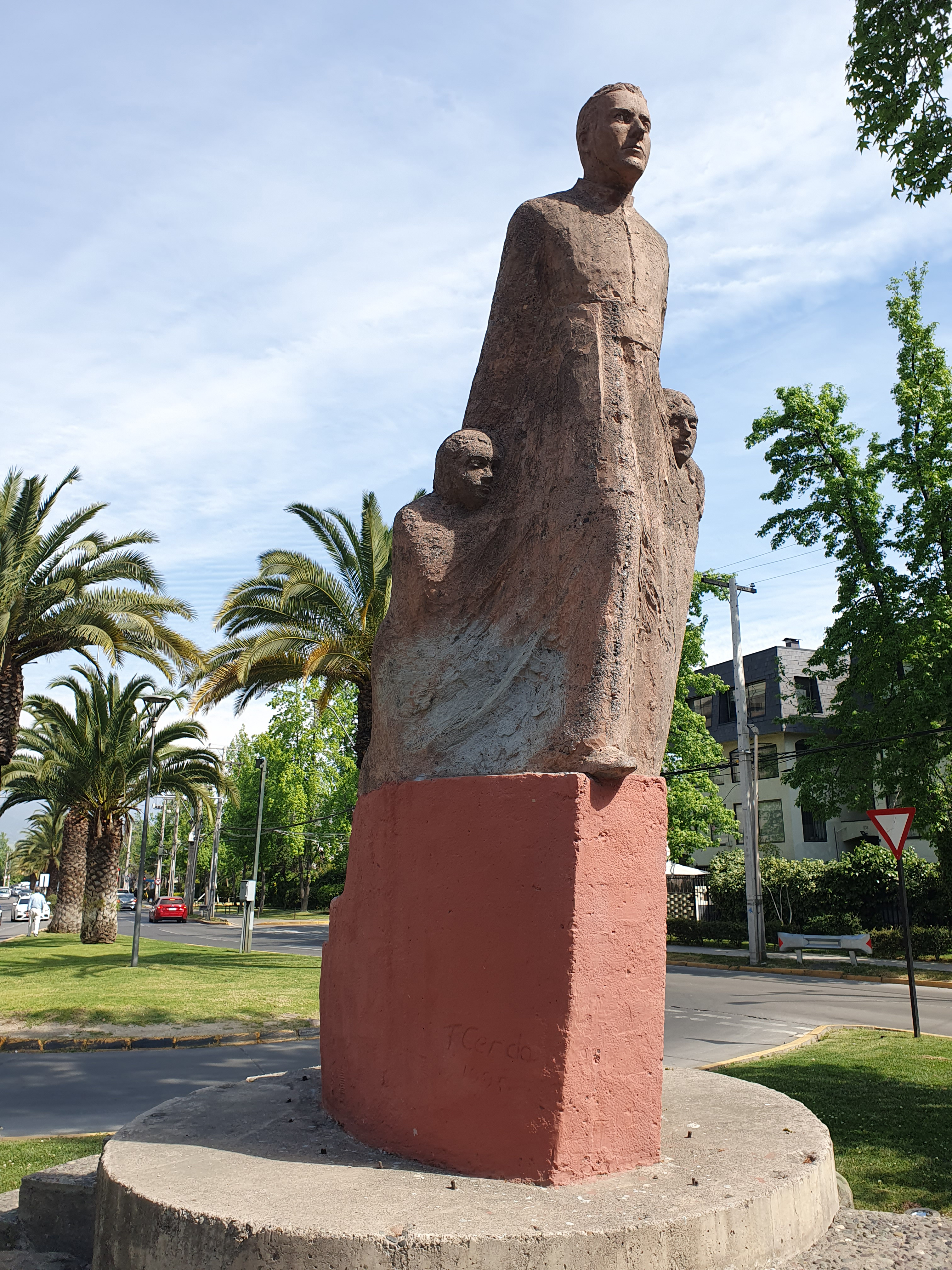
Monumento original a Alberto Hurtado em Las Condes, Santiago.